# 3297 Hong Kong
För andra betydelser, se Hong Kong (olika betydelser).
3297 Hong Kong eller 1978 WN14 är en asteroid i huvudbältet som upptäcktes den 26 november 1978 av Purple Mountain-observatoriet i Nanjing, Kina. Den är uppkallad efter den kinesiska staden Hongkong.
Asteroiden har en diameter på ungefär 15 kilometer och den tillhör asteroidgruppen Themis.